# Abaris (Hiperboread)
Abaris (także Abarys, Awarysz gr.  Ἄβαρις Ὑπερβόρειος) – postać w mitologii greckiej. Był także postacią historyczną – greckim mędrcem. Żył w VI w. p.n.e. Wspominają o nim Herodot i Pindar
Był jednym z Hiperboreadów, podróżował na złotej strzale, którą dał mu Apollo w zamian za służbę u niego i zbierał pożyteczne wiadomości. Powściągliwy, prostego sposobu życia. Według jednych żył w czasach oblężenia Troi, inni uważają, że był współczesnym Krezusa. Gdy wybuchła plaga w całym ówczesnym świecie, wyrocznia Apollina powiedziała Grekom i barbarzyńcom, że Ateńczycy powinni odmówić modlitwę w imieniu wszystkich. Tak więc wiele ludów wysłało ambasadorów do Aten, Abaris został ambasadorem Hiperboreadów. Ofiarował swoją strzałę Pitagorasowi w zamian za lekcje filozofii.